# تری بوش
تری بوش (انگلیسی: Terry Bush; ۲۹ ژانویهٔ ۱۹۴۳ – ۳ اوت ۲۰۱۸) بازیکن فوتبال اهل بریتانیا بود.
از باشگاه‌هایی که در آن بازی کرده‌است می‌توان به باشگاه فوتبال بریستول سیتی اشاره کرد.